# Nozelos
Nozelos é uma povoação portuguesa do Município de Valpaços que foi sede da extinta Freguesia de Nozelos, freguesia que tinha 5,20 km² de área e 111 habitantes (2011), e, por isso, uma densidade populacional de 21,3 hab/km².
A Freguesia de Nozelos foi extinta (agregada) pela reorganização administrativa de 2012/2013, tendo o seu território sido integrado na então criada Freguesia de Lebução, Fiães e Nozelos.

## População
| 1940 | 1950 | 1960 | 1970 | 1981 | 1991 | 2001 | 2011 |
| 309  | 417  | 353  | 236  | 183  | 135  | 122  | 111  |

(Obs.: Número de habitantes "residentes", ou seja, que tinham a residência oficial neste concelho à data em que os censos  se realizaram.)
Freguesia criada pelo decreto lei nº 23.174, de 26/10/1933, com lugares da freguesia de Lebução	
| Distribuição da População por Grupos Etários em 2001 e 2011 | Distribuição da População por Grupos Etários em 2001 e 2011 | Distribuição da População por Grupos Etários em 2001 e 2011 | Distribuição da População por Grupos Etários em 2001 e 2011 | Distribuição da População por Grupos Etários em 2001 e 2011 | Distribuição da População por Grupos Etários em 2001 e 2011 | Distribuição da População por Grupos Etários em 2001 e 2011 | Distribuição da População por Grupos Etários em 2001 e 2011 | Distribuição da População por Grupos Etários em 2001 e 2011 | Distribuição da População por Grupos Etários em 2001 e 2011 |
| ----------------------------------------------------------- | ----------------------------------------------------------- | ----------------------------------------------------------- | ----------------------------------------------------------- | ----------------------------------------------------------- | ----------------------------------------------------------- | ----------------------------------------------------------- | ----------------------------------------------------------- | ----------------------------------------------------------- | ----------------------------------------------------------- |
| Idade                                                       | 0-14                                                        | 15-24                                                       | 25-64                                                       | > 65                                                        |                                                             | 0-14                                                        | 15-24                                                       | 25-64                                                       | > 65                                                        |
| 2001                                                        | 8                                                           | 11                                                          | 67                                                          | 36                                                          |                                                             | 6,6%                                                        | 9,0%                                                        | 54,9%                                                       | 29,5%                                                       |
| 2011                                                        | 8                                                           | 6                                                           | 45                                                          | 52                                                          |                                                             | 7,2%                                                        | 5,4%                                                        | 40,5%                                                       | 46,8%                                                       |